# Lepidothyris hinkeli
Espèce
Lepidothyris hinkeli est une espèce de sauriens de la famille des Scincidae.

## Répartition
Cette espèce se rencontre au Rwanda, en Ouganda, au Kenya, en République démocratique du Congo et en Zambie.

## Liste des sous-espèces
Selon The Reptile Database (4 octobre 2012) :
- Lepidothyris hinkeli hinkeli Wagner, Böhme, Pauwels & Schmitz, 2009
- Lepidothyris hinkeli joei Wagner, Böhme, Pauwels & Schmitz, 2009

## Étymologie
Cette espèce est nommée en l'honneur d'Harald Hinkel.

## Publication originale
- Wagner, Böhme, Pauwels & Schmitz, 2009 : A review of the African red-flanked skinks of the Lygosoma fernandi (Burton, 1836) species group (Squamata: Scincidae) and the role of climate change in their speciation. Zootaxa, no 2050, p. 1-30.